# کرینا
کرینا (به آلمانی: Krina) یک منطقهٔ مسکونی در آلمان است که در Muldestausee واقع شده‌است. کرینا ۷۱۸ نفر جمعیت دارد.